# 中川順
中川 順（なかがわ すなお、1919年9月29日 - 2010年5月22日）は、日本の実業家、新聞記者。テレビ東京（東京12チャンネル）元代表取締役社長。
広島県出身。

## 来歴・人物
1943年、旧制芝中学校を経て慶應義塾大学経済学部卒業後、三菱電機に入社した。3年間、軍需生産に挺身した。1946年、日本経済新聞社（日経）に転じ政治記者となる。同郷の池田勇人と親しく接する間柄となり、私邸に裏口から上がり、茶の間取材を許されるほどの信任を池田から勝ち得た。政府金融機関第1号として注目された日本開発銀行初代総裁の人事は、池田がトイレに行っている間に池田のタバコに書かれていた"小林"という名前から小林中を割り出し、翌日の日経朝刊トップに掲載した。1958年、日経本社内に創設された「経済研究室」室長に任命される（この経済研究室が1963年に日本経済研究センターと改称し、日経第二の発展の原点といわれるようになる）。経済記者時代は年間215本もの一面トップ記事をスクープした。東京本社経済部長などを経て、1965年に編集局長、1968年に取締役編集局長主幹、1970年には常務にそれぞれ就任した。1971年、日経が経営に乗り出していた東京12チャンネル（後のテレビ東京）再建のため、日経側から送り込まれて同局専務に就任した。1975年、同局社長に就任すると累積赤字を一掃し、翌年黒字転化を果たす辣腕ぶりを発揮した。都市型ネットワークの確立に手腕を発揮し、1981年にテレビ東京に社名を変更した。また在任中にテレビ大阪、テレビ愛知など系列局を開局させ、キー局としての礎を築き、テレビ東京「中興の祖」と謳われた。

テレビ東京でその後新春恒例となった「12時間超ワイドドラマ（新春ワイド時代劇）」は中川が手掛けたもので、その嚆矢になった1979年正月の『人間の條件』、1981年の12時間ドラマ『それからの武蔵』は中川が制作を決めたものだった。新春ワイド時代劇に最多の8回出演した北大路欣也は「テレビ東京の12時間ドラマは、時代劇復権のパイオニアであったと思います」と述べている。
同年元旦から第1回がスタートした「財界四首脳・日本を語る」では、経団連、日経連、日本商工会議所、経済同友会の財界4団体のトップを集めた座談会であったが、中川は（テレビ局社長としては珍しいことであったが）経済記者の前歴も生かして、この番組の司会を10数年務めた。この他、ニュース速報の迅速化を推進し、速報前に音を入れるのは中川の発案という。毎年大晦日に『NHK紅白歌合戦』に対抗して『年忘れにっぽんの歌』を意地で続けた。
1984年には浅野賢澄の後任として日本民間放送連盟会長に就任した（ - 1990年）。3期6年務め「闘う民放連」、「放送新秩序の確立」を標榜し、巨大化したNHKに「民放市場に手を出すな」と噛み付くなど民間放送の社会的向上に功績を残した。また衛星放送など新メディア登場に揺れる放送業界をリードした。一方で郵政省OBの天下りを進めるなど、批判も多かった。なお、テレビ東京の幹部が民放連の会長に就任したのは2024年時点で中川が唯一となっている。
1989年、同局会長に就任し、1993年には相談役に退くが、この間もテレビ東京の首脳人事に影響力を持った。また放送界の御意見番として、長年の民放界のリーダーとしての業績を讃え、1980年、藍綬褒章、1989年勲一等瑞宝章、1990年前島賞などを受賞している。
孫の中川将史（1980年 - ）はフジテレビでバラエティ番組の制作に携わっており、AD時代には『お台場明石城』に出演した。
2010年5月22日、心不全のために死去した。90歳没。叙従三位。

## 逸話
- 1975年松本清張が日本経済新聞に連載していた『黒の線刻画』の第二部が視聴率がテーマになると、当時日本経済新聞の電波担当だった中川が、東京12チャンネルの編成部長だった石光勝に「現場からみた視聴率の話をするように」と松本宅に行かせた。石光が持参した資料の中に、当時モニター世帯に置かれていた視聴率測定装置の記録テープがあり、このテープの回収にまつわるエピソードを話したところ、清張は非常に興味を持ち、一度では足らず日を改めて松本宅を訪れたという。視聴率をテーマとした『渦』は1976年から1977年に日本経済新聞で連載された[20]。

- 東京12チャンネルの社長に就任した頃、会社の池の鯉をかわいがっていたが、ある日、笑福亭鶴瓶が笑いを取るために池に飛び込んだ際に踏み殺された。中川は激怒し、笑福亭鶴瓶は長きにわたり出入り禁止となった[21]。

- 1984年正月に放送した12時間超ワイドドラマ（新春ワイド時代劇）『若き血に燃ゆる〜福沢諭吉と明治の群像』は、尊敬する福沢諭吉をテレビドラマ化できないか、と中川が長い間検討してきたもの。「福沢の周囲には殆ど女性が登場しないので、視聴率が上がらない」とスタッフからは反対されたが、中川は粘り抜いてようやくドラマは日の目を見た。慶応関係者からは大変褒められ、当時の石川忠雄塾長から「福沢諭吉像の貴重な資料とする」と異例の感謝状を送られたという[22]。

## 関連人物
- 高橋信三 - 毎日放送（MBS）元社長・会長。経営再建中の東京12チャンネルにMBSの番組制作ノウハウを伝授するなど、中川の相談相手として後のテレビ東京の発展およびテレビ大阪の開局に大きく貢献した。
- 坂田勝郎 - 毎日放送（MBS）元社長・会長。テレビ東京取締役として、テレビ大阪の開局および発展に尽力した。坂田の没後に毎日放送が出版した「追想坂田勝郎」（坂田勝郎追悼録編集委員会 編）に中川も感謝と哀悼のコメントを寄せている。

## 脚註
1. 1 2  #秘史奥付・著書略歴
2. ↑  #秘史33頁
3. ↑  #秘史63頁
4. ↑  #秘史125-126頁
5. ↑  #秘史226-227頁
6. 1 2 3 4  針木康雄が語る偉大なる経営者たちVol.15（2011.01.31） 好きなようにやってみろ。泥はオレがかぶる株式会社テレビ東京　元社長・会長中川順氏
7. 1 2 3  中川順・元テレビ東京社長が死去 ：日本経済新聞
8. ↑  上位を狙わず、オンリーワン路線を歩むテレビ東京。全体の視聴率が振るわなくても経営状態が良好なわけは?
9. 1 2  郵政天下りの実態｜放送制度・官僚論｜MAMO's - DTI
10. ↑  #番外地36頁
11. 1 2 3  #秘史316-319頁
12. ↑  #能村、263-264頁
13. 1 2  #番外地56-57頁
14. ↑  #秘史314-316頁
15. ↑  #番外地84-85頁
16. ↑  “歴代会長・副会長”. 民放連について.   一般社団法人 日本民間放送連盟. 2024年7月29日閲覧。
17. ↑  「秋の叙勲　受章者4492人　隠れた功労積み重ねた人にも光」『読売新聞』1989年11月3日朝刊
18. ↑  中川順さん＝元テレビ東京会長 毎日新聞 2010年5月26日閲覧
19. ↑  『官報』第5342号、平成22年6月28日
20. ↑  #番外地128-142頁
21. ↑  “笑福亭鶴瓶がテレ東を出禁になった本当の理由　さんまが暴露”.   エンタメRBB (2021年5月16日). 2021年5月15日閲覧。
22. ↑  #秘史271-272頁